# Поймать большую рыбу
«Поймать большую рыбу: медитация, осознанность и творчество» (англ. Catching the Big Fish) — книга кинорежиссера Дэвида Линча, опубликованная в декабре 2006 года.
Книга посвящена раздумьям режиссёра о жизни, творчестве и трансцендентальной медитации (ТМ), адептом и практиком которой он являлся многие годы. Автор рассказывает, как практика ТМ может улучшить качество жизни, помочь раскрыть творческий потенциал человека.
Свой опыт трансцендентальной медитации в контексте творчества Дэвид Линч описывает так:

Идеи подобны рыбам. Если хотите поймать мелкую рыбёшку, оставайтесь на мелководье. Но если вам нужна крупная рыба, придётся идти на глубину.
Оригинальный текст (англ.)Ideas are like fish. If you want to catch little fish, you can stay in the shallow water. But if you want to catch the big fish, you've got to go deeper.

Средства, вырученные от продажи книги, были перечислены в созданный Дэвидом Линчем фонд на развитие школьных программ по обучению трансцендентальной медитации.

## Издание по-русски
В 2008 году книга Дэвида Линча была издана по-русски в издательстве "ЭКСМО", Москва, в переводе К. А. Кистяковской.